# Embraer Lineage 1000
Dimensions
Le Lineage 1000 est une variante de l'Embraer 190. Ce jet privé a été lancé le 2 mai 2006. Fabriqué par le constructeur aéronautique brésilien Embraer. C'est un avion d'affaires « ultra large » pouvant accueillir jusqu'à 19 passagers. La société a annoncé un prix de vente de près de 41 millions de dollars américains et prévoyait de produire trois ou quatre exemplaires en 2008-2009[1].

## Général
Le Lineage 1000 est basé sur l'Embraer 190. Le changement le plus important est l'addition de 2 réservoirs sur le pont inférieur de l'appareil, doublant quasiment son rayon d'action. L'intérieur est divisé en 5 sections, incluant une chambre (optionnel) et une salle de bain. 
Un autre point remarquable du Lineage 1000 est le diamètre de son fuselage qui est beaucoup plus important que celui de n'importe quel autre avion d'affaires comme le Cessna Citation X ou le Falcon 2000.
Le Lineage 1000 est seulement devancé au niveau de la taille par des avions comme le Boeing 737 ou les Airbus A318 et A319.
Le premier vol du Lineage 1000 a eu lieu le 26 octobre 2007, et le vol du second prototype a eu lieu en février 2008.

## Évolution
Lineage 1000E
augmentation de la distance franchissable (en 2013)
Avion de patrouille maritime à long rayon d'actionModifié par Leonardo S.p.A, premier exemplaire reçu par la marine pakistanaise en septembre 2021. 3 commandés par celle-ci à cette date, 10 envisagés.